# PL/pgSQL
PL/pgSQL jest językiem proceduralnym wspieranym przez RDBMS PostgreSQL. Język ten jest bardzo podobny do języka proceduralnego PL/SQL w bazie Oracle.
PL/pgSQL jest prawdziwym językiem programowania, o znacznie większych możliwościach niż język SQL, umożliwiającym m.in. stosowanie pętli i zaawansowanych struktur sterujących. Programy napisane w języku PL/pgSQL są funkcjami, które można stosować jako część polecenia SQL albo jako wyzwalacz.
Główne zalety języka PL/pgSQL:
- może być używany do tworzenia funkcji i wyzwalaczy,
- dodaje struktury sterujące do języka SQL,
- można wykonywać złożone obliczenia,
- dziedziczy wszystkie typy zdefiniowane przez użytkownika, funkcje i operatory,
- może zostać zdefiniowany jako zaufany dla serwera,
- jest łatwy w użyciu.

PL/pgSQL nie jest jedynym "PL" instalowanym domyślnie dla PostgreSQL, lecz dostępnych jest wiele innych, takich jak: PL/Java, 
PL/Perl, plPHP, PL/Python, PL/R, PL/Ruby, PL/sh, PL/Tcl.

## Funkcje w PostgreSQL

### Polecenie CREATE FUNCTION
Funkcje w PostgreSQL tworzone są za pomocą polecenia CREATE FUNCTION. Uproszczona składnia wygląda następująco:
```
CREATE
 
FUNCTION
 
nazwa
 
([
rodzaj_argumentu
]
 
[
nazwa_argumentu
]
 
typ_argumentu
 
[,...])

     	
RETURNS
 
typ_wyniku

     	
AS
 
'

     		definicja

           '

     
LANGUAGE
 
'nazwa_języka'

```

Przykład
```
CREATE
 
FUNCTION
 
subt_one
(
int4
)
 
RETURNS
 
INT4
 
AS
 
'

	BEGIN

		RETURN $1 -1;

	END;

'
 
LANGUAGE
 
'plpgsql'
;

```

W tym przypadku wykorzystano język PL/pgSQL. Jest to język specyficzny dla PostgreSQL, w innych bazach danych są dostępne podobne języki. W Oracle na przykład jest to PL/SQL, w Sybase Transact-SQL.

### Dodanie języka PL/pgSQL do bazy danych
Aby skorzystać z języka PL/pgSQL, należy samodzielnie zainstalować program obsługi. Ponieważ jest to dość skomplikowana operacja, w PostgreSQL umieszczono skrypt pomocniczy, składnia jest następująca:
```
createlang
 
[
opcje
]
 
[
nazwa_jezyka
]
 
nazwa_bazy_danych

```

Zwykły użytkownik nie ma prawa dodawać obsługi języka do bazy danych, dlatego zazwyczaj należy połączyć się jako supeużytkownik postgres, wtedy dodajemy przełącznik U z nazwą superużytkownika:
```
createlang
 
-
U
 
postgres
 
plpgsql
 
bpfinal
 
-
L
/
usr
/
local
/
pgsql
/
lib

```

Usunięcie języka możliwe jest również tylko dla superużytkownika przez wpisanie w konsoli psql polecenia
```
DROP
 
LANGUAGE
 
'plpgsql'
;

```

W języku PL/pgSQL nie ma znaczenia wielkość liter w słowach kluczowych takich jak BEGIN oraz układ kodu. Możliwe jest również przeciążanie funkcji. Aby użyć znaku apostrofu w definicji funkcji należy poprzedzić go dodatkowym apostrofem.
CREATE FUNCTION jest tylko zapisem kodu funkcji, aby ją skompilować musi zostać wywołana, np. poprzez 
```
SELECT
 
nazwa_funkcji
(
argumenty
)

```

lub
```
SELECT
 
*
 
FROM
 
nazwa_funkcji
(
argumenty
)

```

Pełniejsza składnia polecenia CREATE FUNCTION wygląda następująco:

### Składnia CREATE FUNCTION
```
CREATE
 
[
OR
 
REPLACE
]
 
FUNCTION
 
nazwa
 
([
rodzaj_argumentu
]
 
[
nazwa_argumentu
]
 
typ_argumentu
 
[
{
 
DEFAULT
 
|
 
=
 
}
 
wartość_domyślna
}
]
 
[,...])

[
RETURNS
 
typ_wyniku
 
|
 
RETURNS
 
TABLE
 
(
 
nazwa_kolumny
 
typ_kolumny
 
[,
 
...]
 
)
 
]

AS
 
‘

DECLARE

	
--deklaracje zmiennych, skladnia:

	
nazwa
 
[
CONSTANT
]
 
typ
 
[
NOT
 
NULL
]
 
[
DEFAULT
 
|
 
:
=
 
wartość
];

	
/* CONSTANT sprawia, że wartości zmiennej nie można zmieniać

	NOT NULL sprawia, że wartości zmiennej nie można przypisać wartości NULL

	np.: */
 

	
n1
 
integer
;

BEGIN

	
instrukcje
 
--komentarz jednowierszowy

	
/* komentarz

		wielowierszowy – zagnieżdżanie takich nie jest dozwolone.

	Po BEGIN można tworzyć nowe bloki, (zmienne mają zasięg w zadeklarowanym bloku):

	DECLARE

		zmienne

	BEGIN

		instrukcje

	END;*/

	
RETURN
 
[
wartość
]
 
--obowiązkowo funkcja musi zwracać wartość

END
;

‘
 
LANGUAGE
 
'plpgsql'
;

```

Typ zmiennej w sekcji DECLARE może być jednym z wbudowanych typów PostgreSQL, użytkownika lub odpowiadającym wierszowi w tabeli.

#### Usuwanie funkcji
Funkcje usuwa się za pomocą polecenia DROP FUNCTION:
```
DROP
 
FUNCTION
 
[
 
IF
 
EXISTS
 
]
 
nazwa_funkcji
 
[
 
([
typ_argumentu
 
[,
 
…
]])
 
],
 
[,
 
...]
 
[
 
CASCADE
 
|
 
RESTRICT
 
]

```

Przykład
```
DROP
 
FUNCTION
 
subt_one
(
int4
);

```

### Aliasy zmiennych
Odwołania do parametrów, z którymi uruchomiono funkcję, realizuje się poprzez $1, $2 itd. Za pomocą deklaracji ALIAS można się do nich odwoływać za pomocą własnych zdefiniowanych nazw:
```
nazwa
 
ALIAS
 
FOR
 
$
n

```

### Instrukcje warunkowe

#### IF-THEN-ELSE
```
IF
 
wyrażenie

	
THEN

	
instrukcje
 
–
zagnieżdżanie
 
dozwolone

	
[
ELSE

		
instrukcje
 
–
zagnieżdżanie
 
również
 
dozwolone
]

	
END
 
IF
;

```

#### NULLIF
```
NULLIF
(
wejście
,
wartość
)

```

	Funkcja ta zwraca wartość NULL, jeżeli wartością wyrażenie wejście=wartość jest TRUE, w innym przypadku zwraca wartość wejście.

#### CASE
```
CASE

		
WHEN
 
wyrażenie

		
THEN
 
wyrażenie

		
ELSE
 
wyrażenie

	
END
;

```

### Pętle

#### WHILE
```
WHILE
 
wyrażenie

	
LOOP

		
instrukcje

	
END
 
LOOP
;

```

#### FOR
```
FOR
 
nazwa
 
IN
 
[
REVERSE
]
 
od
..
do

	
LOOP

		
instrukcje

	
END
 
LOOP
;

```

```
FOR
 
wiersz
 
IN
 
SELECT
 
[
treść
 
zapytania
]

	
LOOP

		
instrukcje

	
END
 
LOOP
;
 
--pętla wykonuje się dla każdego wiersza zwróconego przez SELECT

```

### Procedury wyzwalane
Za pomocą procedury wyzwalanej (tzw. wyzwalacz, triger) można sprawić, że PostgreSQL wykona automatycznie procedurę zapisywaną w bazie danych, jeżeli dla określonej tabeli będą podjęte takie operacje jak INSERT, UPDATE oraz DELETE.
Aby wykorzystać procedurę wyzwalaną, najpierw należy zdefiniować procedurę, a następnie utworzyć sam wyzwalacz, który określa, kiedy procedura wyzwalana będzie wykonywana.
Tworzy się je za pomocą polecenia CREATE TRIGGER. Składnia:

#### Składnia
```
CREATE
 
[
OR
 
REPLACE
]
 
TRIGGER
 
nazwa
 
{
BEFORE
 
|
 
AFTER
}

	
{
INSERT
 
|
 
UPDATE
 
|
 
DELETE
 
[
OR
...]
}

	
ON
 
tabela
 
FOR
 
EACH
 
{
ROW
 
|
 
STATEMENT
}

	
EXECUTE
 
PROCEDURE
 
funkcja
(
argumenty
)

```

Innymi słowy: 
Stwórz [lub zastąp] wyzwalacz nazwa, przed lub po
	operacji {INSERT | UPDATE | DELETE} lub {INSERT | UPDATE | DELETE} lub …
	na tabeli, dla każdego wiersza lub raz dla każdego wywołania aktualizacji,
	i wykonaj procedurę.
Wewnątrz procedury wyzwalanej dostępne są specjalne zmienne, m.in. 
new – rekord zawierający nowy wiersz bazy danych
old – rekord zawierający stary wiersz bazy danych
Zawierają one (dla wyzwalaczy typu ROW) dane z wierszy, których dotyczą te operacje aktualizacji, które spowodowały zadziałanie wyzwalacza. OLD zawiera dane sprzed aktualizacji, natomiast NEW zawiera dane po aktualizacji (lub proponowany wiersz dla wyzwalaczy typu BEFORE).

#### Usuwanie wyzwalacza
Wyzwalacze usuwa się za pomocą polecenia DROP TRIGGER:
```
DROP
 
TRIGGER
 
[
 
IF
 
EXISTS
 
]
 
nazwa_triggera
 
ON
 
nazwa_tabeli
 
[
 
CASCADE
 
|
 
RESTRICT
 
];

```